# Scarabaeus laticollis
Espèce
Scarabaeus laticollis est une espèce d'insectes coléoptères de la famille des Scarabaeidae, c'est un bousier commun en Europe.
Cette espèce se reconnaît à ses élytres fortement striés dans le sens longitudinal et aux ponctuations sur le pronotum (partie dorsale du thorax). Ces deux caractères ne se retrouvent pas simultanément chez les autres espèces du genre Scarabaeus.